# Marty Napoleon
Marty Napoleon, (Brooklyn, 1921. június 2. – Glen Cove, 2015. április 27.) amerikai dzsesszzongorista, zenekarvezető. A Louis Armstrong All Stars zongoristája, Armstrong utolsó túlélő hangszerese. 1952-ben Earl Hines helyére került Armstrong All Stars zenekarában. 1946-ban Gene Krupával dolgozott.

## Pályafutása
Marty Napoleon New York City öt kerülete közül a brooklyniban született. Csak tizenöt évesen évesen ült a zongora billentyűzetéhez. Aztán – mindössze két éves zongoratudással – létrehozta tánczenekarát. A huszadik születésnapja előtt került Bob Astor együttesébe. Ott játszott akkor például Neal Hefti, Shelly Manne, Les Elgarth.
1941-ben Marty Napóleon a Chico Marx zenekar szólistája volt.
Katonaiszolgálata után az akkoriban népszerű zenekarba, a Joe Venuti csapatába került. Ettől kezdve egyik zenekarból a másikba ment. Igyekezett minden ajánlatot elfogadni, így Gene Krupa, Enoch Light, Jerry Wald, Charlie Barnet és mások hívását. 1950-ben Amerika egyik vezető billentyűse lett. 
Ebben az időszakban az Original Memphis Five együttessel dolgozott. Nagybátyja, Louis Armstrong combojában játszott szerepe segített neki országszerte és Kanadában élő rajongóihoz közel kerülni. Az 1951-ben végleg „Marty Napóleon” lett; ezen a néven emlegetik a szakmai kiadványok.
Csatlakozott a Big Fourhoz, amelyet Charlie Ventura, Chubby Jackson, Buddy Rich és Marty Napoleon alkottak. Ezzel a dinamikus csomaggal Marty ismét szilárdan megalapozta billentyűzete művészi képességeit. A Big Four elnyerte az összes népszerűségi felmérést Louis Armstronggal – kvázi holtversenyben. Amikor a Big Four már megszűnt, Armstrong felkérte Martyt, hogy csatlakozzon minden sztárjához, így Marty is számtalan rajongója számára láthatóvá vált, egyúttal naponta találkozott az Armstrong-rajongókkal is.

## Zenekarvezető
- Marty Napoleon Swings and Sings (1955)
- Marty Napoleon and His Music (1958)
- We 3... A Jazz Apprto Stereo (1959)
- The Napoleon Brothers: A Rare Musical Vintage (1958)
- Lionel Hampton Presents: Who's Who In Jazz Louis Armstrong Alumni (1977)

## Zenekari tag
- Louis Armstrong, Louis (1966)
- Louis Armstrong, What a Wonderful World (1968)
- Louis Armstrong, The Night Before Christmas (1971)
- Phil Bodner, Fine and Dandy (1981)
- Ruby Braff, Swinging with Ruby Braff (1955)
- Ruby Braff, Easy Now (1959)
- Chubby Jackson, Chubby Jackson Discovers Maria Marshall (1961)
  - https://www.discogs.com/artist/325861-Marty-Napoleon?srsltid=AfmBOophPxCDWtfjJMHdTaco9YH0OuIlhsJH4gY0ZEDXjBdW8UZg2erH

## Filmek
- Marty Napoleon az IMDb-n